# William Beaumont
William Beaumont, född 21 november 1785 i Lebanon Connecticut, USA, död 25 april 1853 i St. Louis, Missouri, var en amerikansk läkare. Han var anställd i amerikanska armén fram till 1840, då han började en omfattande praktik i Saint Louis. Beaumot är framför allt känd för sina banbrytande undersökningar över magsaftens verkan och matsmältningens fysiologi och blev kallad ”magfysiologins fader”.

## Biografi

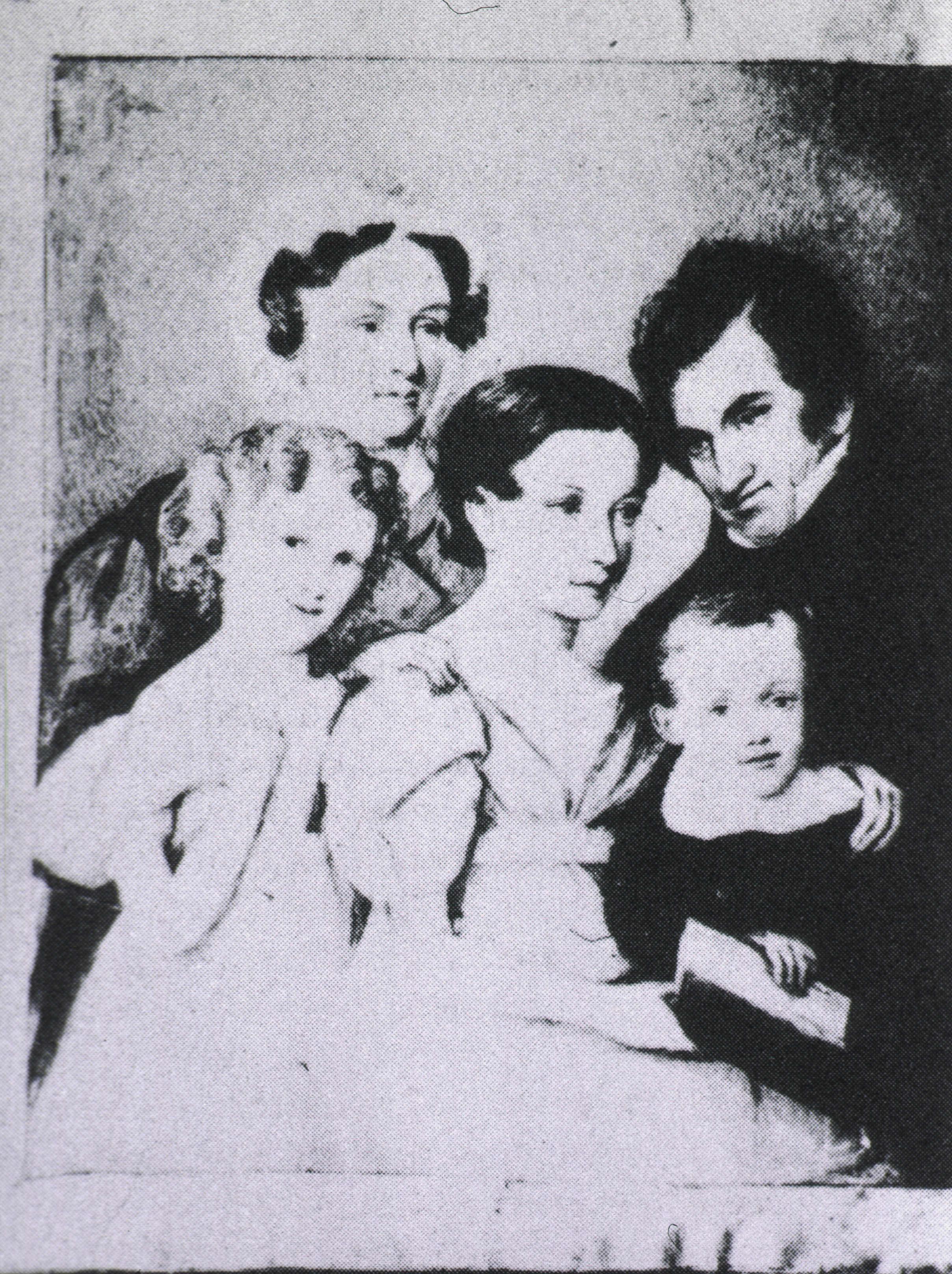
William Beaumont med familj

Beaumont var son till bonden Samuel Beaumont och dennes hustru Lucretia Abel. Han lämnade sitt hem efter att han fyllt 21 år och flyttade till Champlain, New York och började arbeta som lärare. År 1810 flyttade han till St. Albans, Vermont där han utbildade sig till läkare genom en lärlingsutbildning hos Dr. Truman Powell. I juni 1812 undersökte Third Medical Society of the State of Vermont i Burlington hans kunskap "om människokroppens anatomi och teorin och praktiken inom fysik och kirurgi" och rekommenderade honom som "omdömesgill och säker utövare i de olika aspekterna av läkaryrket."
Från 1812 till 1815 tjänstgjorde Beaumont som biträdande kirurg i armén under kriget 1812 och deltog i slaget vid Plattsburgh. Efter krigsslutet startade han en privat praktik i Plattsburgh, New York, men återgick 1820 till armén som kirurg. Han tilldelades en plats vid Fort Mackinac. Beaumont tog tjänstledigt 1821 och gifte sig med Deborah "Debby" Green Platt i Plattsburgh, innan han återvände till sin post. Deborah hade skilt sig från Nathaniel Platt, vars farbror Zephaniah Platt grundade Plattsburgh efter början av revolutionskriget. Hennes far, Israel Green, var en brylling till general Nathanael Greene.
Beaumont dog 1853 i St. Louis, Missouri till följd av att ha halkat på istäckta trappsteg och vilar på Bellefontaine Cemetry. 
Hans uppsatser finns vid Washington University (St. Louis), School of Medicine, Library, och kopior finns på National Library of Medicine.

## Vetenskapligt arbete

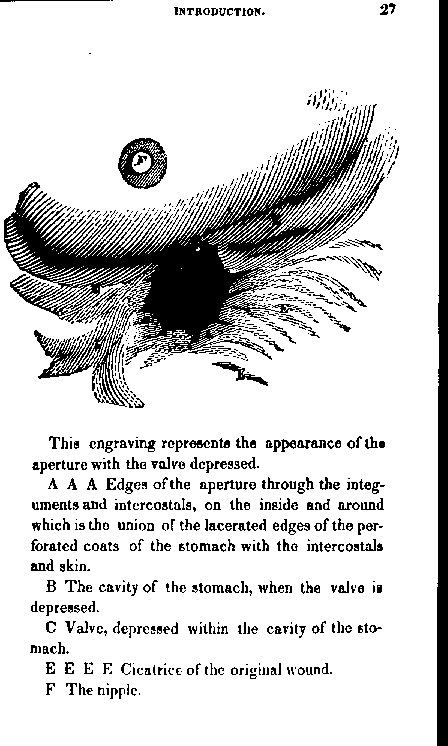
Från Beaumonts experiment och observationer om magsaften och matsmältningens fysiologi, 1838 (s. 27)

Den 6 juni 1822 sköts en anställd, Alexis St. Martin, vid American Fur Company på Mackinac Island, av misstag i magen av ett hagelgevär på nära håll som skadade hans revben och mage. Dr. Beaumont behandlade hans sår, men räknade med att St. Martin skulle avlida genom sina skador. Trots denna hemska förutsägelse överlevde St. Martin, men med ett hål, eller fistel, i magen som aldrig läkte helt. Han kunde inte fortsätta arbeta för American Fur Company och anställdes som hantlangare av Dr. Beaumont. 
I augusti 1825 hade Beaumont flyttats till Fort Niagara i New York, och St. Martin hade följt med honom. Beaumont insåg att han hade i St. Martin en ovanlig möjlighet att observera matsmältningsprocesser. Beaumont började utföra experiment på matsmältningen med magen på St. Martin. De flesta experimenten utfördes genom att binda en bit mat till en sträng och föra in den genom hålet i St. Martins mage. Med några timmars mellanrum tog Beaumont bort maten och observerade hur väl den hade smälts. Beaumont extraherade också ett prov av magsyra från St. Martins mage för analys.
Beaumont använde också prover av magsyra som tagits ut ur St. Martin för att "smälta" bitar av mat i koppar. Detta ledde till den viktiga upptäckten att magsyran och inte bara mosning, dunkande och klämning av magen, smälter maten till näringsämnen som magen kan tillgodogöra. Med andra ord var matsmältningen främst en kemisk process och inte en mekanisk.
I början av 1831 genomförde Dr. Beaumont en annan uppsättning experiment i St. Martins mage, allt från den enkla observationen av normal matsmältning till de effekter som temperatur, motion och till och med känslor har på matsmältningsprocessen.
Beaumont publicerade berättelsen om sina experiment 1838, som Experiments and Observations on the Gastric Juice, and the Physiology of Digestion. Han och St. Martin skildes åt, med Beaumont som slutligen återvände till St. Louis, och St. Martin till sitt hem i Quebec, Kanada. Till och från under de kommande tjugo åren försökte Beaumont få St. Martin att flytta till St. Louis, men flytten blev aldrig av.